# Tucales
Tucales is een kevergeslacht uit de familie van de boktorren (Cerambycidae). De wetenschappelijke naam van het geslacht werd voor het eerst geldig gepubliceerd in 1908 door Gounelle.

## Soorten
Tucales omvat de volgende soorten:
- Tucales franciscus (Thomson, 1857)
- Tucales pastranai (Prosen, 1954)
- Tucales terrenus (Pascoe, 1859)